# Above Symmetry
Above Symmetry (originalmente Aspera) é uma banda norueguesa de metal progressivo criada em 2005.
A banda havia lançado seu álbum de estreia em 2010, sob o nome de "Aspera", mas teve que trocar para Above Symmetry, e relançou o disco em 2011. O ábum foi gravado no estúdio caseiro da banda, em Skien, e mais tarde remixado e masterizado no Fascination Street Studios, na Suécia, com a produção de Jens Bogren, que já trabalhou com  Opeth, Symphony X, Hammerfall, entre outros. A versão de 2011 do álbum conta com backing vocais de Nils K. Rue, do Pagan's Mind, e a capa foi desenhada pelo artista brasileiro Gustavo Sazes.
O vocalista Atle Petterson participou do X Factor da Noruegua, um programa de talentos musicais, chegando ao segundo lugar.

## Integrantes
- Robin Ognedal - guitarra
- Joachim Strøm Ekelund - bateria
- Nickolas Main Henriksen - teclado e piano
- Atle Pettersen - vocais
- Rein Blomquist - baixo

## Discografia

### Álbuns de estúdio
- Ripples (2010 como Aspera, 2011 como Above Symmetry)